# Аква-Клавдія

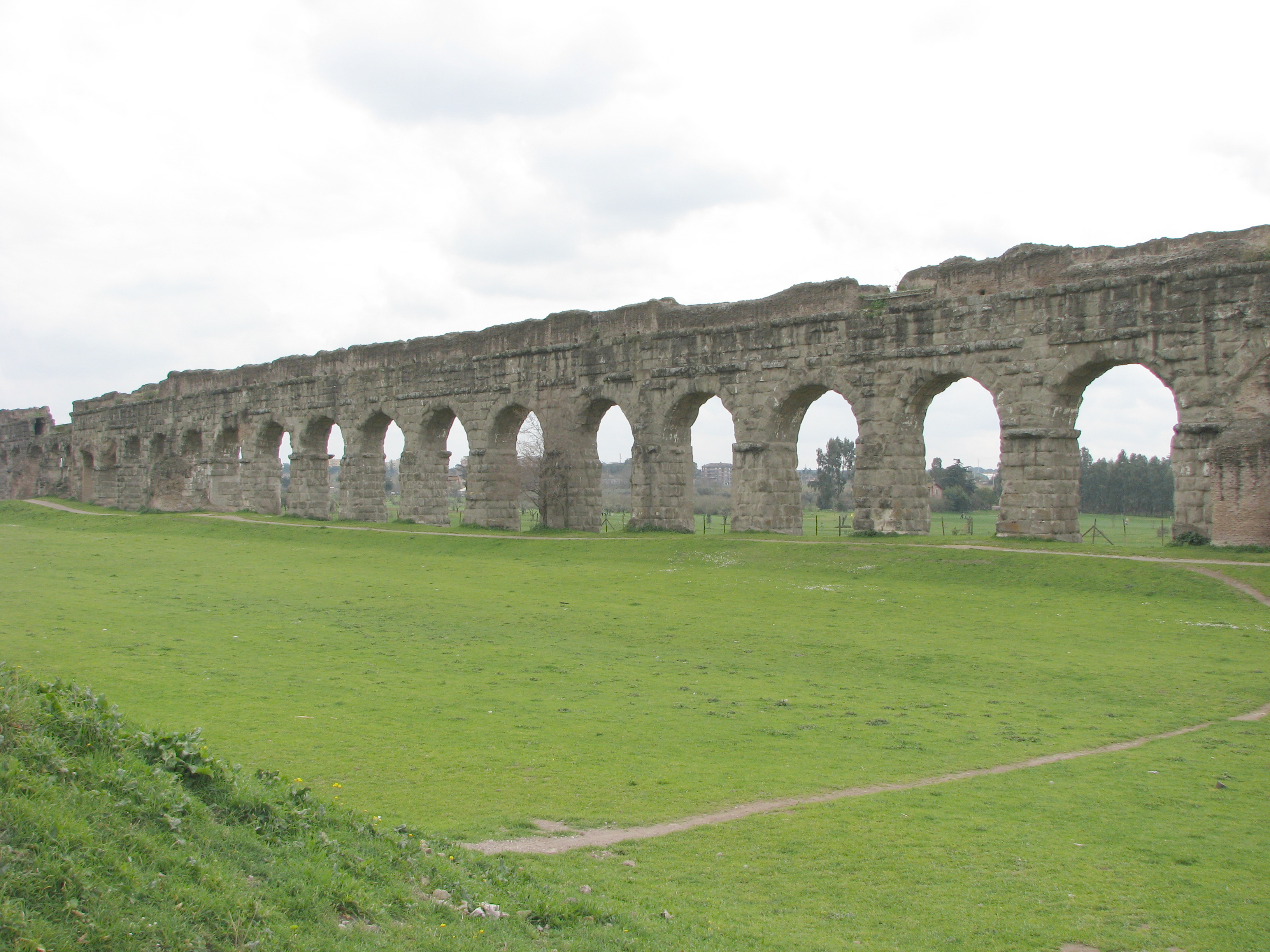

Аква Клавдія — давньоримський акведук I століття н. е., який був прокладений до Риму.

## Історія
Разом з Аніо Ветус, Аніо Новус та Аква Марція, він вважається одним з «чотирьох великих акведуків Рима.»

## Опис

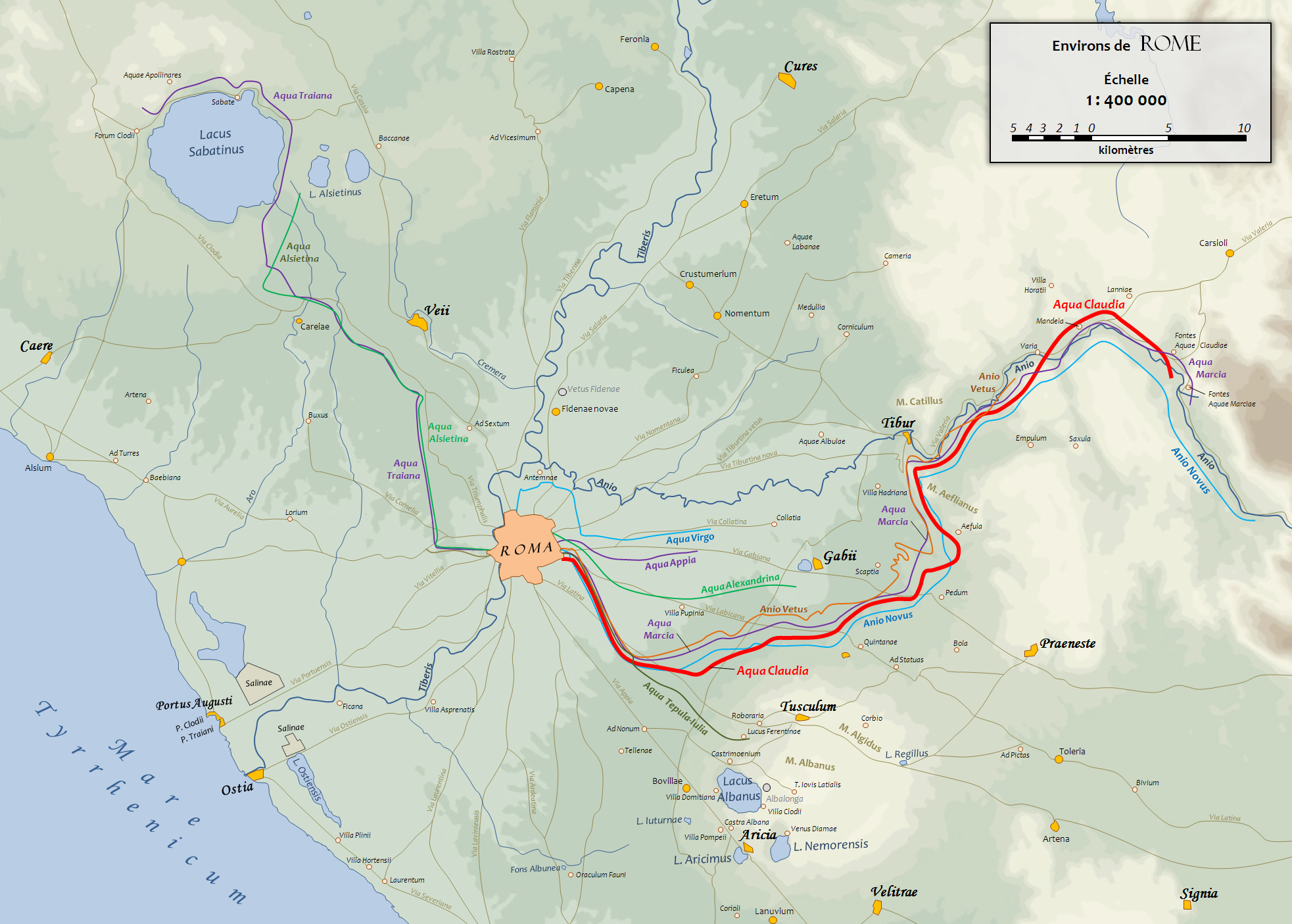
Маршрут Аква Клавдія

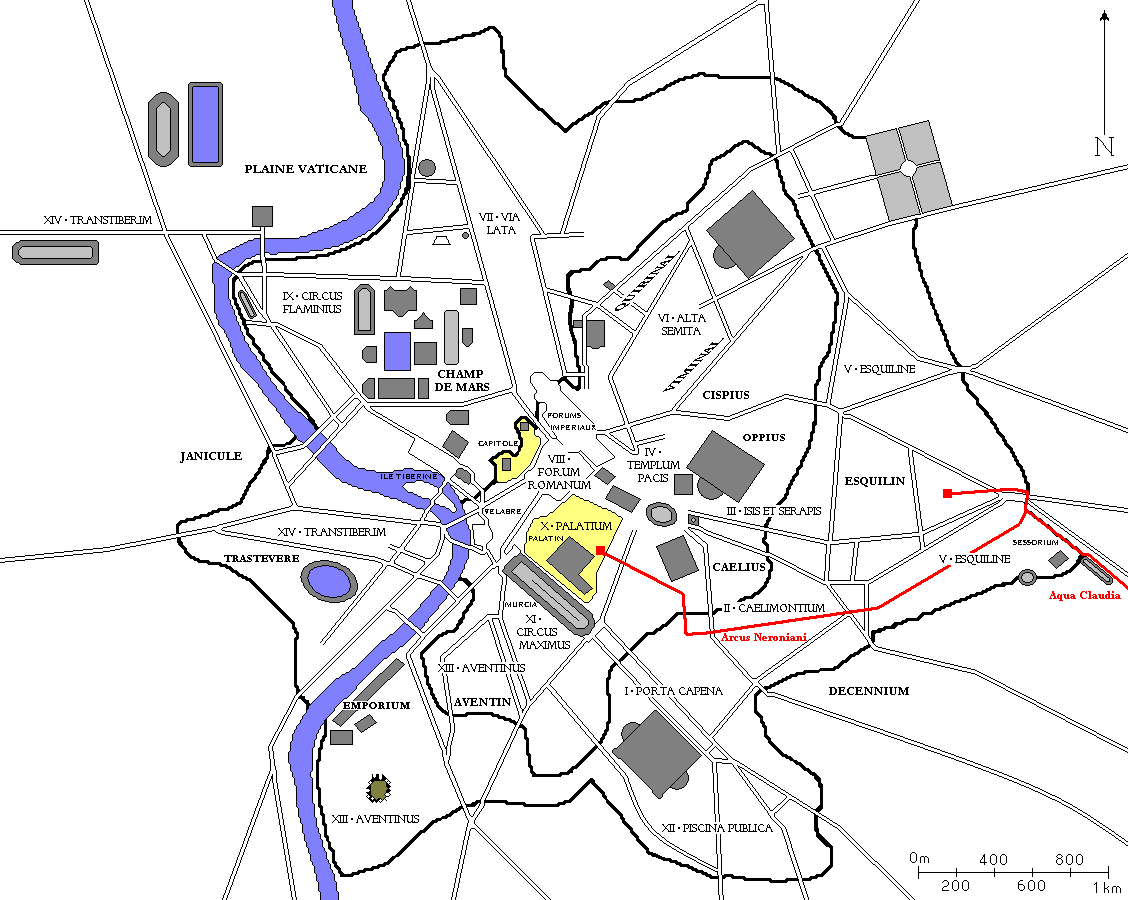
Аква Клавдія у Римі з продовженням (Арка Нерона)

Будівництво акведука було розпочато за імператора Калігули у 38 році, а завершено за правління Клавдія у 52 році. Вартість будівництва становила 350.000.000 сестерціїв. 10 років по тому його перестали використовувати, і лише за 9 років під час правління Веспасіана у 71-му роботу занедбаного акведука відновили, ще через 10 років за наказом імператора Тита його також відреставрували.
З 271 року монументальна арка, що була частиною Аква Клавдія та акведука Аніо Новус, стала воротами Авреліанової стіни — Порта Маджоре.
Його основні джерела, Керулеус (Caeruleus) та Курцій (Curtius), були розташовані у 300 кроках ліворуч від 38-го міліарія на Via Sublacensis. Довжина акведука становить 69 км. Він прокладений в основному під землею. Залежно від пори року його продуктивність становила до 192000 м3 в день. Після фільтрування води неподалік від 7-го міліарія на Латинській дорозі останні 13 км акведука проходили над землею.
Нерон продовжив акведук Аркою Нерона до пагорба Целій, а Доміціан — далі, до пагорба Палатин; тоді Аква Клавдія могла постачати всі 14 округів Рима водою.

## Галерея

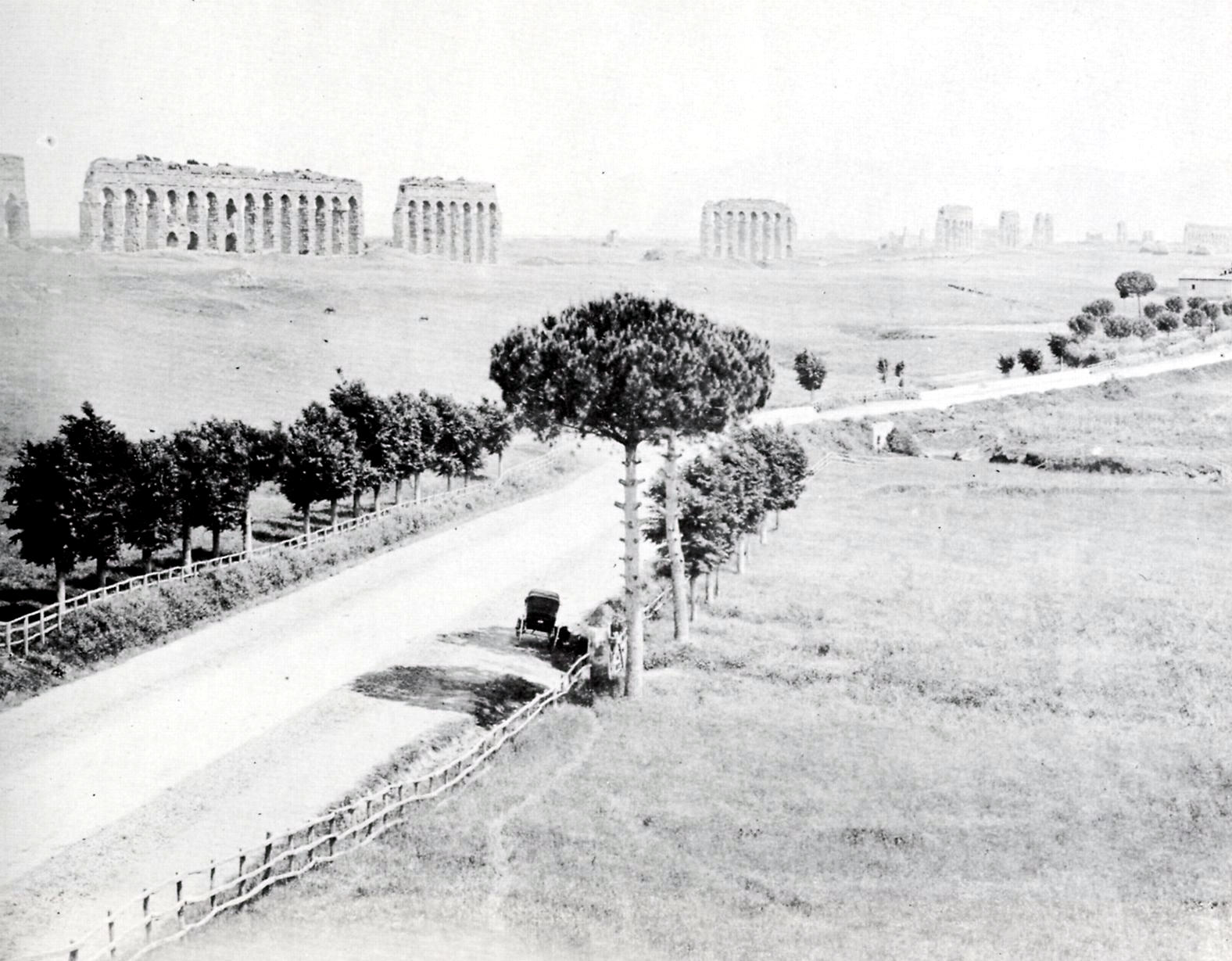
Аппієва дорога та Аква Клавдія (~1878)
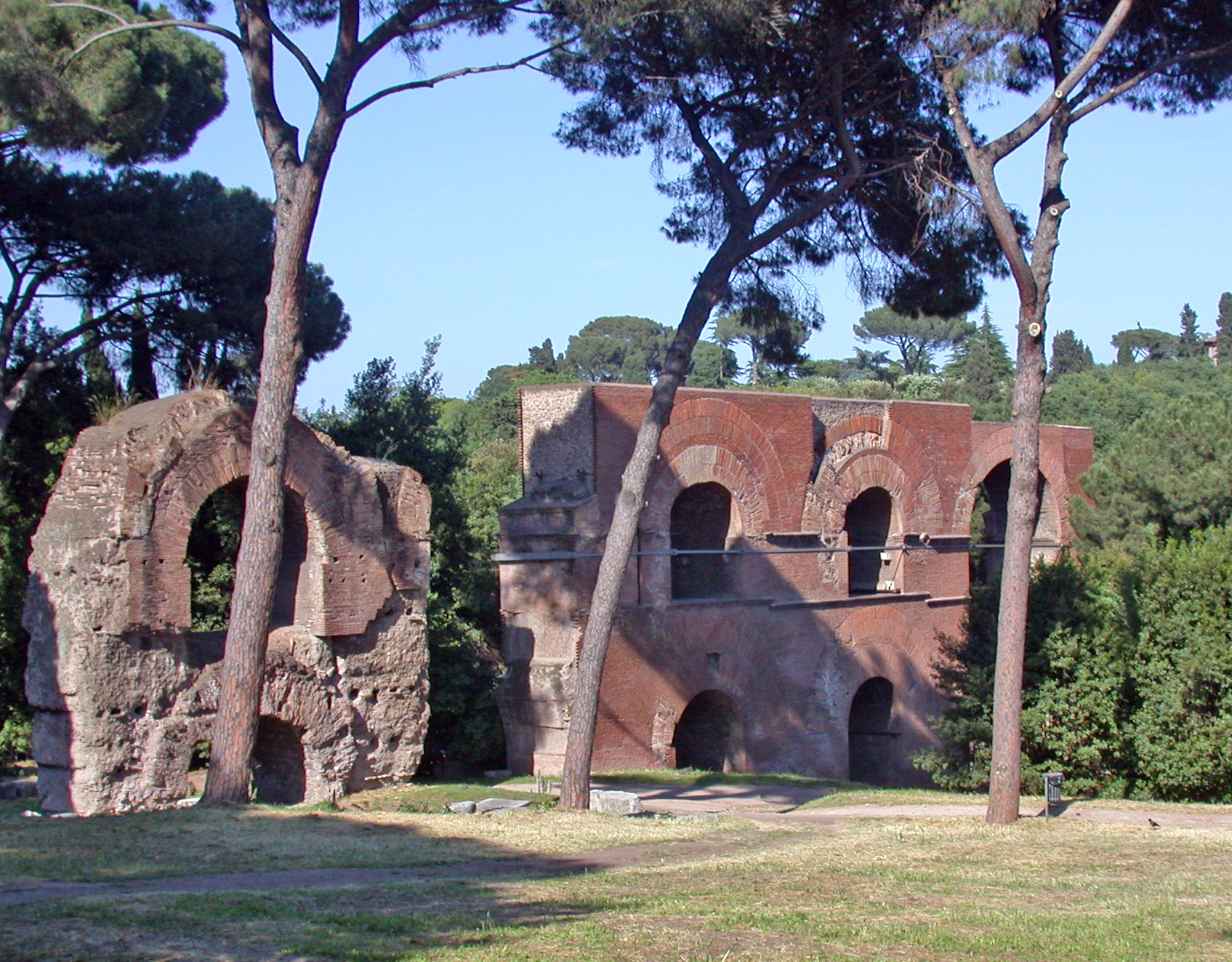
Аква Клавдія
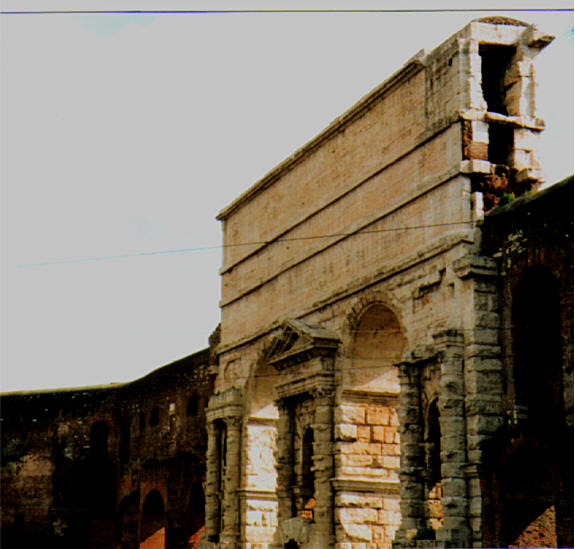
Порта Маджоре, Аква Клавдія
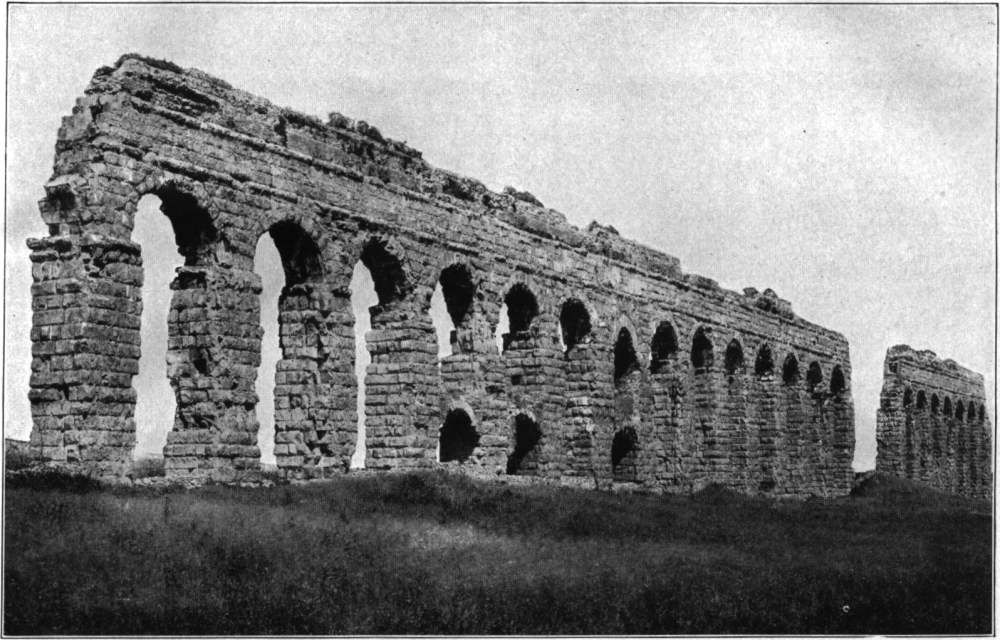
Аква Клавдія